# Kongopapegoja
Kongopapegoja (Poicephalus gulielmi) är en fågel i familjen västpapegojor inom ordningen papegojfåglar. Den förekommer i skogar i västra och centrala Afrika. Arten minskar i antal, men beståndet anses vara livskraftigt.

## Utseende och läte
Kongopapegojan är en medelstor knubbig papegoja med kort stjärt. Den är mestadels mörkgrön med varierade mängd röda fläckar på hjässan, skuldrorna och "låren". Det röda på skuldrorna syns ofta väl i flykten. Arten liknar beigehuvad papegoja, men är mindre samt har mindre näbb och grönt i stället för beigefärgat huvud. Lätena består av tunna och ljusa skrin.

## Utbredning och systematik
Kongopapegojan förekommer i västra och centrala Afrika. Den delas in i tre underarter i två grupper, med följande utbredning:
- Poicephalus gulielmi fantiensis, "fantipapegoja" – förekommer från Liberia till Elfenbenskusten och Ghana
- gulielmi-gruppen
  - Poicephalus gulielmi gulielmi – förekommer från Kamerun till norra Angola, östra Demokratiska republiken Kongo och västra Uganda
  - Poicephalus gulielmi massaicus – förekommer i västra Kenya och norra Tanzania

## Levnadssätt
Kongopapegojan hittas i skogar i både låglänta områden och bergstrakter liksom i intilliggande ungskog. Den ses vanligen i par eller större flockar som ibland kan innehålla dussintals fåglar.

## Status och hot
Arten har ett stort utbredningsområde, men tros minska i antal, dock inte tillräckligt kraftigt för att den ska betraktas som hotad. Internationella naturvårdsunionen IUCN listar arten som livskraftig (LC).

## Namn
Fågelns vetenskapliga artnamn hedrar kapten William Jardine, son till Sir William Jardine 7:e baron Applegirth som beskrev arten. Guilelmus är William på Latin.